# Laibachkunstderfuge
Laibachkunstderfuge è un album in studio del gruppo musicale sloveno Laibach, pubblicato nel 2008.

## Il disco
Si tratta di un concept album, reinterpretazione de L'arte della fuga (in lingua tedesca Die Kunst der Fuge), raccolta di composizioni di Johann Sebastian Bach.

## Tracce
1. Contrapunctus 1 - 3:07
2. Contrapunctus 2 - 20:52
3. Contrapunctus 3 - 2:54
4. Contrapunctus 4 - 5:17
5. Contrapunctus 5 - 2:46
6. Contrapunctus 6, a 4 im Stile francese - 4:11
7. Contrapunctus 7, a 4 per Augment et Diminut - 1:21
8. Contrapunctus 8, a 3 - 7:31
9. Contrapunctus 9, a 4 alla Duodecima - 8:26
10. Contrapunctus 10 a 4 alla Decima - 6:15
11. Contrapunctus 11, a 4 - 2:02
12. Contrapunctus 12, Canon alla Ottava - 4:22
13. Contrapunctus 13, Canon alla Duodecima in Contrapuncto alla Quinta - 4:46
14. Contrapunctus 15, canon per Augmentationem in Contrario Motu - 5:22